# Malta Cup
Malta Cup – profesjonalny, poprzednio rankingowy, a od sezonu 2007/2008 nierankingowy turniej snookerowy. Rozgrywany także pod nazwami European Open i Irish Open.

## Historia
Pierwszy turniej rozegrany został w roku 1989 w sezonie 1988/1989 pod nazwą European Open. W roku 1998, w związku z przeniesieniem turnieju do Irlandii, nastąpiła zmiana nazwy turnieju na Irish Open. W latach 1999–2000 turniej nie był rozgrywany. Powrócił do snookerowego kalendarza w roku 2001 ponownie pod nazwą European Open, jednak w kolejnym roku (2002) znów nastąpiła roczna przerwa w rozgrywaniu tegoż turnieju. Rozegrany został później w latach 2003 - 2004. Nazwa Malta Cup została wprowadzona w trakcie sezonu 2004/2005. Zawody są rozgrywane w Hilton Conference Centre w Portomaso na Malcie. 
Pula nagród w roku 2006 wyniosła £118,500, nagrodą za pierwsze miejsce było £18,000.

## Wyniki finałów
| Rok                        | Zwycięzca                  | Przeciwnik                 | Wynik                      | Sezon                      |
| European Open (rankingowy) | European Open (rankingowy) | European Open (rankingowy) | European Open (rankingowy) | European Open (rankingowy) |
| -------------------------- | -------------------------- | -------------------------- | -------------------------- | -------------------------- |
| 1989                       | John Parrott               | Terry Griffiths            | 9 – 8                      | 1988/89                    |
| 1990                       | John Parrott               | Stephen Hendry             | 10 – 6                     | 1989/90                    |
| 1991                       | Tony Jones                 | Mark Johnston-Allen        | 9 – 7                      | 1990/91                    |
| 1992                       | Jimmy White                | Mark Johnston-Allen        | 9 – 3                      | 1991/92                    |
| 1993                       | Steve Davis                | Stephen Hendry             | 10 – 4                     | 1992/93                    |
| 1993                       | Stephen Hendry             | Ronnie O’Sullivan          | 9 – 5                      | 1993/94                    |
| 1994                       | Stephen Hendry             | John Parrott               | 9 – 3                      | 1994/95                    |
| 1996                       | John Parrott               | Peter Ebdon                | 9 – 7                      | 1995/96                    |
| 1997                       | John Higgins               | John Parrott               | 9 – 5                      | 1996/97                    |
| Irish Open (rankingowy)    |                            |                            |                            |                            |
| 1998                       | Mark Williams              | Alan McManus               | 9 – 4                      | 1998/99                    |
| European Open (rankingowy) |                            |                            |                            |                            |
| 2001                       | Stephen Hendry             | Joe Perry                  | 9 – 2                      | 2001/02                    |
| 2003                       | Ronnie O’Sullivan          | Stephen Hendry             | 9 – 6                      | 2002/03                    |
| 2004                       | Stephen Maguire            | Jimmy White                | 9 – 3                      | 2003/04                    |
| Malta Cup (rankingowy)     |                            |                            |                            |                            |
| 2005                       | Stephen Hendry             | Graeme Dott                | 9 – 7                      | 2004/05                    |
| 2006                       | Ken Doherty                | John Higgins               | 9 – 8                      | 2005/06                    |
| 2007                       | Shaun Murphy               | Ryan Day                   | 9 – 4                      | 2006/07                    |
| Malta Cup (nierankingowy)  |                            |                            |                            |                            |
| 2008                       | Shaun Murphy               | Ken Doherty                | 9 – 3                      | 2007/08                    |